# Ulrik Jansson
Ulrik Jansson (Växjö, 2 febbraio 1968) è un ex calciatore svedese, di ruolo centrocampista.

## Biografia
È fratello maggiore dell'ex calciatore e successivamente dirigente sportivo Jesper Jansson nonché zio del calciatore Kevin Höög Jansson.